# Chloridolum
Chloridolum is een kevergeslacht uit de familie van de boktorren (Cerambycidae). De wetenschappelijke naam van het geslacht werd voor het eerst geldig gepubliceerd in 1864 door Thomson.

## Soorten
Chloridolum omvat de volgende soorten:
- Chloridolum balfouri Gressitt & Rondon, 1970
- Chloridolum chapaense (Pic, 1932)
- Chloridolum coeruleipennis (Thomson, 1865)
- Chloridolum cupreoviride (Gressitt, 1942)
- Chloridolum cyaneonotatum Pic, 1925
- Chloridolum descarpentriesi Pic, 1949
- Chloridolum disconotatum (Pic, 1939)
- Chloridolum diverseplicatum (Pic, 1946)
- Chloridolum gracile (Pic, 1946)
- Chloridolum indentatum (Pic, 1946)
- Chloridolum jeanvoinei (Pic, 1932)
- Chloridolum lameeri (Pic, 1900)
- Chloridolum lameyi (Pic, 1925)
- Chloridolum laosensis (Pic, 1932)
- Chloridolum nigroscutellatum (Gressitt, 1940)
- Chloridolum parvulus (Gressitt & Rondon, 1970)
- Chloridolum plicatulum (Aurivillius, 1910)
- Chloridolum punctulatum (Pic, 1920)
- Chloridolum robusticolle (Pic, 1946)
- Chloridolum rubricorne (Gressitt, 1951)
- Chloridolum tenuipes (Fairmaire, 1889)
- Chloridolum touzalini (Pic, 1920)
- Chloridolum vicinum (Pic, 1932)
- Chloridolum viride (Thomson, 1864)
- Chloridolum vittatum (Pic, 1925)
- Chloridolum japonicum (Harold, 1879)
- Chloridolum accensum (Newman, 1842)
- Chloridolum addictum (Newman, 1842)
- Chloridolum alcmene Thomson, 1865
- Chloridolum aureodorsalis Hüdepohl, 1989
- Chloridolum baliense Hayashi, 1994
- Chloridolum batchianum Thomson, 1865
- Chloridolum bivittatum (White, 1855)
- Chloridolum borneense Aurivillius, 1910
- Chloridolum ceycinum Pascoe, 1869
- Chloridolum cinderellum (White, 1853)
- Chloridolum cinnyris Pascoe, 1866
- Chloridolum collare Pascoe, 1869
- Chloridolum collinum Pascoe, 1869
- Chloridolum concinnatum Pascoe, 1869
- Chloridolum cyanipes Thomson, 1865
- Chloridolum degeneratum Schwarzer, 1926
- Chloridolum distinctum Pascoe, 1869
- Chloridolum dorycum (Boisduval, 1835)
- Chloridolum drumonti Bentanachs, 2011
- Chloridolum ducale (Newman, 1840)
- Chloridolum elegantissimum Hayashi, 1984
- Chloridolum estrellae Hüdepohl, 1992
- Chloridolum eupodum Pascoe, 1869
- Chloridolum everetti Bates, 1879
- Chloridolum factiosum Pascoe, 1869
- Chloridolum frederickikugani Bentanachs, Vives & Chew, 2012
- Chloridolum goirani Vives, Aberlenc & Sudre, 2008
- Chloridolum gontrani Bentanachs, Vives & Chew, 2012
- Chloridolum grossepunctatum Gressitt & Rondon, 1970
- Chloridolum hainanicum Gressitt, 1940
- Chloridolum heyrovskyi Plavilstshikov, 1933
- Chloridolum itoi Takakuwa, 1990
- Chloridolum klaesii Ritsema, 1887
- Chloridolum kurosawae Hayashi, 1956
- Chloridolum kwangtungum Gressitt, 1939
- Chloridolum lanyuanum Hayashi, 1984
- Chloridolum laotium Gressitt & Rondon, 1970
- Chloridolum leei Bentanachs, Vives & Chew, 2012
- Chloridolum litopoides Pascoe, 1869
- Chloridolum loochooanum Gressitt, 1934
- Chloridolum melanaspis Pascoe, 1869
- Chloridolum nagaii Hayashi, 1984
- Chloridolum niisatoi Vives & Bentanachs, 2010
- Chloridolum nobuoi Hayashi, 1984
- Chloridolum nympha (White, 1853)
- Chloridolum obscuripenne Pascoe, 1869
- Chloridolum ohbayashii Hayashi, 1971
- Chloridolum orientale (Guérin-Méneville, 1844)
- Chloridolum palawanensis Hayashi, 1984
- Chloridolum papuanum Gressitt, 1951
- Chloridolum perlaetum (White, 1853)
- Chloridolum pittinum Schmidt, 1922
- Chloridolum plicaticolle Pic, 1932
- Chloridolum plicovelutinum Gressitt & Rondon, 1970
- Chloridolum praetorium Pascoe, 1869
- Chloridolum promissum Pascoe, 1869
- Chloridolum pulchricolle (Schwarzer, 1926)
- Chloridolum radiatum Pascoe, 1869
- Chloridolum rufescens Pascoe, 1869
- Chloridolum rugatum (Newman, 1842)
- Chloridolum sabahensis Bentanachs, Vives & Chew, 2012
- Chloridolum schmidi Vives & Bentanachs, 2010
- Chloridolum scutellatum Gressitt, 1939
- Chloridolum scytalicum Pascoe, 1869
- Chloridolum semicollinum Hayashi, 1984
- Chloridolum semipunctatum Gressitt & Rondon, 1970
- Chloridolum shibatai Hayashi, 1971
- Chloridolum sibuyanum Schwarzer, 1929
- Chloridolum sieversi (Ganglbauer, 1886)
- Chloridolum splendidulum Gressitt, 1940
- Chloridolum sumatrense Hayashi, 1994
- Chloridolum sumbaense Hayashi, 1994
- Chloridolum superbum Aurivillius, 1908
- Chloridolum taiwanum Gressitt, 1936
- Chloridolum thailandicum Hayashi, 1984
- Chloridolum thalassinum (Thomson, 1865)
- Chloridolum thaliodes Bates, 1884
- Chloridolum thomsoni (Pascoe, 1859)
- Chloridolum thoracicum Gressitt, 1942
- Chloridolum tonguanum Chiang, 1981
- Chloridolum trogoninum (Pascoe, 1859)
- Chloridolum variabilis Schwarzer, 1926
- Chloridolum vermiculatum Gressitt, 1951
- Chloridolum violaceicolle Pic, 1925
- Chloridolum viridipenne Pascoe, 1869
- Chloridolum vittigerum Bates, 1879
- Chloridolum vittipennis Fisher, 1934